# Aeroportul Patreksfjörður
Aeroportul Patreksfjörður (IATA: PFJ, ICAO: BIPA) este un aeroport din Islanda ce deservește zona Patreksfjörður⁠(d). A fost numit după zona deservită.
Situat la o altitudine de 3 m, aeroportul dispune de o singură pistă.